# Gò Đậu Stadium
Gò Đậu Stadium je stadion ve vietnamském městě Thủ Dầu Một, na kterém v současnosti hraje klub Becamex Binh Duong. Kapacita stadionu je 18 250 míst. Stadion je nezastřešený a hřiště odděluje od tribun běžecký ovál.